# Liste des conciles d'Aix-la-Chapelle
Plusieurs conciles régionaux se sont tenus à Aix-la-Chapelle à la fin du VIIIe siècle et au IXe siècle :
- 1er concile d'Aix-la-Chapelle en 789, capitulaires de Charlemagne[1].
- 2e concile d'Aix-la-Chapelle en 799, déposition de Félix d'Urgell
- 3e concile d'Aix-la-Chapelle en 802 sur la discipline ecclésiastique
- 4e concile d'Aix-la-Chapelle en 809 généralise en Occident, contre l'avis du pape Léon III, l'adjonction de la formule dite du Filioque dans le texte du symbole de Nicée-Constantinople.
- 5e concile d'Aix-la-Chapelle en 816 sur la discipline ecclésiastique : règles pour les chanoines et pour les chanoinesses (règle d'Aix)
- 6e concile d'Aix-la-Chapelle (de) en 817 sur la discipline ecclésiastique : règles pour les moines
- 7e concile d'Aix-la-Chapelle en 859 sur le divorce de la reine Teutberge épouse de Lothaire II. Lettre au pape Nicolas Ier
- 8e concile d'Aix-la-Chapelle en 861 sur le divorce de Teutberge, décision de refus du divorce